# Черепа Саккопасторе

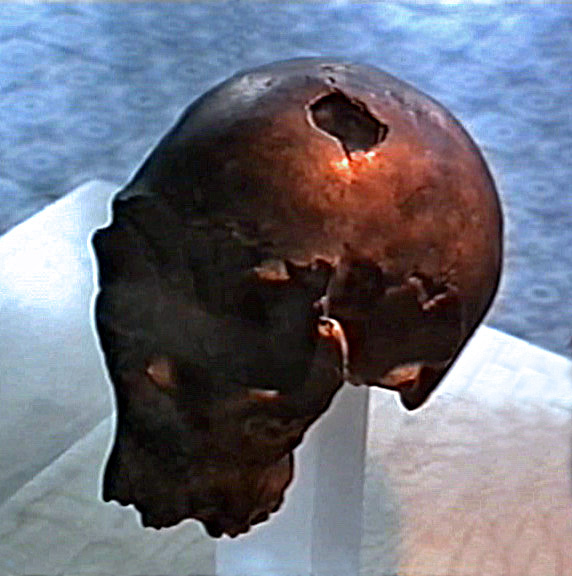
Слепок черепа Саккопасторе I в Королевском бельгийском Институте Естественных наук

Черепа́ Саккопасто́ре — два черепа ранних или «атипичных» неандертальцев, найденные в 1929 и 1935 годах на территории Саккопасторе (ит.), юго-восточной окраине Рима (Италия).

## Общие сведения
Черепа найдены при выработке гравийного карьера в Саккопасторе, на юго-восточной окраине Рима. Это приблизительно в 2,5 километрах от впадения в Тибр реки Аньене. Первый череп обнаружен в 1929 году рабочими. Второй найден в 1935 году палеонтологами Анри Брейлем и Карло Бланком (ит.). Вместе с черепом были обнаружены каменные мустьерские орудия, а также кости прямобивневого лесного слона, гигантского бегемота и шерстистого носорога. Это свидетельствовало о древности находок и позволило датировать их возраст последним межледниковым периодом, то есть, порядка 120 тысячами лет. Однако, анализ радиоактивных отложений, сохранившихся внутри черепов, дал дату около 250 тысяч лет (MIS 7).

## Описание черепов
Первый череп, названный Саккопасторе I (итал. Saccopastore I), принадлежит тридцатилетней женщине. У него отсутствует нижняя часть лица. Второй череп, предположительно тридцатилетнего мужчины, назван Саккопасторе II. У него отсутствует верхняя часть.
Оба найденных экземпляра имеют выраженные надбровные дуги, и принадлежат так называемым ранним или «атипичным» неандертальцам, то есть, несколько отличаются от их классических черепов. В частности, имеющейся на верхней челюсти, хотя, и несколько ослабленной, собачьей ямкой (лат. fossa canina). Это приближает находки к черепу современного человека.
Большое отверстие в черепе Саккопасторе I представляется созданным намеренно с целью извлечения его содержимого. Оно, видимо, свидетельствует об имевшей тогда место практике каннибализма.

## Место нахождения черепов
С момента обнаружения, исключая перерыв на Вторую мировую войну, когда существовала опасность отправки их в Германию, черепа находятся в собрании Музея антропологии имени Джузеппе Серджи (ит.) Римского университета Ла Сапиенца.